# UFC 132
UFC 132: Cruz vs. Faber（ユーエフシー・ワンサーティツー：クルーズ・バーサス・フェイバー）は、アメリカ合衆国の総合格闘技団体「UFC」の大会の一つ。2011年7月2日、ネバダ州ラスベガスのMGMグランド・ガーデン・アリーナで開催された。

## 大会概要
本大会ではドミニク・クルーズとユライア・フェイバーによるUFC世界バンタム級タイトルマッチが組まれた。

### カード変更
負傷などによるカードの変更は以下の通り。
- ジェイソン・"メイヘム"・ミラー → ブラッド・タヴァレス（第3試合）

- エヴァン・ダナム → ハファエル・ドス・アンジョス（第5試合）

- BJ・ペン vs. ジョン・フィッチ → 両者の負傷により中止

- カブ・スワンソン vs. エリック・コク → スワンソンの負傷により中止

## 試合結果

### プレリミナリーカード
第1試合 バンタム級ワンマッチ 5分3R
○  ジェフ・ホウグランド vs.  ドニ―・ウォーカー ×
3R終了 判定3-0（29-28、29-28、30-27）
第2試合 ライト級ワンマッチ 5分3R
○  アンソニー・ヌジョクアニ vs.  アンドレ・ウィナー ×
3R終了 判定3-0（30-26、30-26、30-27）
第3試合 ミドル級ワンマッチ 5分3R
○  アーロン・シンプソン vs.  ブラッド・タヴァレス ×
3R終了 判定3-0（30-27、30-27、30-27）
第4試合 バンタム級ワンマッチ 5分3R
○  ブライアン・ボウルズ vs.  水垣偉弥 ×
3R終了 判定3-0（30-27、30-27、29-28）

### Spike中継カード
第5試合 ライト級ワンマッチ 5分3R
○  ハファエル・ドス・アンジョス vs.  ジョージ・ソテロポロス ×
1R 0:59 KO（右フック）
第6試合 ライト級ワンマッチ 5分3R
○  メルヴィン・ギラード vs.  シェーン・ローラー ×
1R 2:12 KO（スタンドパンチ連打）

### メインカード
第7試合 ウェルター級ワンマッチ 5分3R
○  カーロス・コンディット vs.  キム・ドンヒョン ×
1R 2:58 TKO（跳び膝蹴り→パウンド）
第8試合 ライトヘビー級ワンマッチ 5分3R
○  ティト・オーティズ vs.  ライアン・ベイダー ×
1R 1:56 ギロチンチョーク
第9試合 ライト級ワンマッチ 5分3R
○  デニス・シヴァー vs.  マット・ワイマン ×
3R終了 判定3-0（29-28、29-28、29-28）
第10試合 ミドル級ワンマッチ 5分3R
○  クリス・リーベン vs.  ヴァンダレイ・シウバ ×
1R 0:27 KO（左アッパー→パウンド）
第11試合 UFC世界バンタム級タイトルマッチ 5分5R
○  ドミニク・クルーズ vs.  ユライア・フェイバー ×
5R終了 判定3-0（50-45、49-46、48-47）
※クルーズが初防衛に成功。

### 各賞
ファイト・オブ・ザ・ナイト： ドミニク・クルーズ vs. ユライア・フェイバー
ノックアウト・オブ・ザ・ナイト： カーロス・コンディット
サブミッション・オブ・ザ・ナイト： ティト・オーティズ
各選手にはボーナスとして75,000ドルが支給された。